# Comunidad de Nizag
La Comunidad Nizag es una comunidad situada en Ecuador.

## Ubicación y descripciones demográficas
La comunidad Nizag se encuentra situada al sur de la Provincia de Chimborazo(Ecuador) a 19km del cantón Alausí.
- Coordenadas Nizag

X: 740656 736229
Y: 9752762 9750927
Z: 2.270 msnm
- Límites

Norte: Comunidad Chushilcon
Sur: Pistishi
Este: Guasuntos
Oeste: Alausí, matriz

## Características sociales
En Nizag aún se conservan localidades ancestrales que manifiestan su cultura y tradiciones intactas, podemos visualizar vestimenta típica (chalina, poncho, sombrero y largas polleras). Su principal sustento se deriva de la agricultura, el turismo y las artesanías, actualmente los pobladores del lugar son los encargados de desempeñar las actividades económicas, y éstas se han incrementado debido a la actual alianza con los Ferrocarriles del Ecuador.
Nizag está conformado por aproximadamente 2158 habitantes, divididos en 370 familias.  En este lugar se pueden evidenciar dos estratos sociales: Nizag alto, donde conservan con recelo sus tradiciones, dialecto y cultura, pero con la ayuda de influencias externas estas se han modernizado de a poco; en Nizag bajo, se hallan las personas que guardan con aún más recelo sus costumbres, y se niegan a cambiarlas. La etnia de las personas que conforman Nizag, es kichwa, y parte de la nación Puruhá. La comisión de turismo está conformada por comuneros (aproximadamente son 121 personas designadas para el desempeño de ésta actividad).

## Características demográficas
La comunidad de Nizag se encuentra localizada en el cantón Alausí a 19 kilómetros del mismo Presena una temperatura aproximada de 18 °C, con una altitud de 2.523 msnm.
Existen dos vías de acceso:
- Por la panamericana sur desde Cuenca – Biblián –Cañar- El Gun – Chunchi – Tolte - Gonzol – Zunag – Nizag bajo –La Moya – Guasuntos- Alausí

- Por la panamericana norte Riobamba - Cajabamba- Guamote – Alausí - Quilliquing Nizag

### Clima
La comunidad de Nizag a pesar de que se encuentra localizada en una zona montañosa presenta una temperatura que varía entre los 8 °C y los 19 °C con una altitud de 2.523 metros sobre el nivel mar.

### Turismo
El turismo en esta comunidad hoy en día se incrementa debido a que en ella se encuentra una de estaciones del tren del Ecuador, así como también posee una riqueza sumamente importante en el ámbito natural, cultural y atractivos que motivan a personas tanto nacionales e internacionales a visitar esta zona. Según Ferrocarriles del Ecuador la ruta del tren Alusí - Sibambe tubo 67.800 turistas lo que da un promedio de 5.650 visitantes mensuales El 51% de turistas son jóvenes entre 18-28 años que llegan de Colombia, Argentina y Chile.

### Atractivos turísticos
La comunidad de Nizag está rodeado de hermosos paisajes y atardeceres rojizos que se pueden admirar en el horizonte. Según mencionan los moradores en el actual lugar turístico conocido como Cóndor Puñuna, localizado en la cima de la peña más conocida como la “Nariz del Diablo”, en épocas remotas fue cuna de los cóndores andinos, es por eso que aquel lugar turístico fue adecuado para recibir a turistas del Ecuador y de las diferentes partes del mundo. Para poder llegar al lugar existen diferentes rutas, a 13 km de Alausi vía a Cuenca se logra llegar a Nizag, una vez en el lugar se debe tomar otra ruta de 7,3 km en el que se puede encontrar un tipo de estacionamiento para los autos y es desde ese momento que empieza la aventura de 2,6 km, recorrido en el cual se puede contemplar la creación de la naturaleza. El plan del proyecto empezó hace 4 años atrás, cuando un grupo de moradores decidieron asociarse para hacer realidad la visión que tenían desde hace un tiempo atrás, se inspiraron mucho en el paisaje que se puede contemplar en el fondo y sobre todo en las mencionadas aves que han sido un símbolo representativo para Ecuador. Al llegar al lugar turístico se puede admirar al imponente Cóndor de los Andes, una pieza que se ha llevado creando por varios meses, es considerado una de las figuras representativas de esta especie más grandes del mundo, tiene una extensión de extremo a extremo en un aproximado de 8-9 metros y una altura de 3,60 metros. Además los dueños del atractivo turístico ofrecen platos típicos del lugar, muy novedosos sobre todo por su preparación en los hornos de leña, ofrecen el famoso cuy con papas y pan de trigo. Mientras degustan los sabores de estos platos se pueden seguir teniendo una vista impresionante de las cordilleras del sur del país. La cantidad de personas que llegan es impresionante, mencionaron que los días en los que reciben a una gran multitud de turistas son los sábados, domingos y lunes. En los mencionados días hacen una representación cultural de su pueblo a través de la danza. La aventura puede continuar si las personas deciden recorrer hasta la estación del tren la Nariz del Diablo, es un recorrido para los que les gustan deportes y actividades extremas. El bajar por los caminos de esta peña resulta vertiginoso pero una verdadera experiencia inolvidable.

### Actividades religiosas
El pueblo de Nizag no realiza ningún tipo de actividades festivas, debido a que la gran mayoría de habitantes don Cristianos Evangélicos. Pues ellos se reúnen para realizar vigilias (horas de la noche en las que permanecen despiertos adorando a DIOS) durante 4 días. La celebración que realizan es grande por la multitud de personas inclinadas por la misma creencia que acuden al lugar en los días 28, 29, 30 y 31 de Diciembre. La interacción y asociación que tienen con diferentes pastores del mundo y del Ecuador mencionan que les ha servido de gran ayuda para crecer en lo espiritual.

### Artesanía
Las mujeres de la Asociación de artesanas de Nizag realizan carteras de estilos variados con decoraciones diferentes que las personas que llegan a visitar el lugar, pueden comprar, es una forma de ganar dinero. Para realizar las artesanías, las mujeres usan como materia prima fibras de cabuya, las cuales obtienen de los pencos, con estas fibras las mujeres tejen y forman un tipo de textil fuerte y resistente. Paulina Vacacela, una de las artesanas menciona que desde siempre han realizado tejidos pero que actualmente se han dedicado a venderlos a los turistas que llegan de visita, como una forma de mejorar su situación económica.

### Gastronomía
El pan de dulce hecho en un horno de leña es considerado uno de los productos que más resalta en la comunidad de Nizag, al igual que las artesanías el pan de dulce también está a la venta para los turistas y personas de la propia comunidad, es otra de las formas en la que las personas obtienen dinero, se venden porciones desde USD 1.